# Голицын, Лев Львович
Князь Лев Львович Голицын (23 марта 1877, Северка, Саратовская губерния — 21 июня 1920, Иркутск) — исправляющий должность самарского губернатора (1916—1917). Надворный советник.

## Биография
Родился 23 марта 1877 года в родовом имении Северки Саратовской губернии в дворянской семье. Принадлежал к роду Голицыных. Его отец, Лев Львович Голицын (1841—1918), был внуком князя Григория Сергеевича Голицына.

### Начало службы
Начал службу в удельном ведомстве Самарского округа с причисления к Главному управлению уделами. Но незаконченный университетский курс не позволил ему получить чин 10-го класса, и 12 декабря 1903 г. он стал чиновником 14-го, самого низшего класса Табели о рангах с чином коллежского регистратора.

### Служба в армии
1 октября 1902 г. был призван для несения воинской повинности. 18 декабря того же года Лев Львович стал канониром, 28 марта 1903 был произведён в младшие фейерверкеры.
16 июля 1903 г. в комиссии при управлении 37 артиллерийской бригады Голицын успешно сдал экзамен на чин прапорщика запаса полевой конной артиллерии и уволился в запас 15 декабря 1903 года.
Затем в связи с началом русско-японской войны Лев Львович Голицын был призван 11 августа 1904 г. из запаса с назначением в 8-ю Восточно-Сибирскую горную батарею. 3 октября он прибыл на территорию Маньчжурии.
2 мая 1905 года приказом по 1-й Маньчжурской армии Голицын «за отличие в делах против японцев» был награждён одновременно двумя орденами: Святой Анны 4-й степени с надписью «за храбрость» и Святого Станислава 3-й степени. Эти награждения были высочайше утверждены 29 января 1906 года. 3 сентября 1906 года высочайшим приказом был утверждён в чине подпоручика.

### Гражданская жизнь
12 октября 1906 г. вернулся к гражданской жизни, был назначен кандидатом в земские начальники при Саратовском губернском по земским делам присутствии без содержания и исправляющим должность земского начальника 1-го участка Балашовского уезда по рекомендации саратовского губернатора. Затем по 1914 год состоял земским начальником 6-го участка Хвалынского уезда. За оказание помощи пострадавшим от неурожая 1906—1907 годов был награждён орденом святой Анны 3-й степени. 14 ноября 1908 года женился на фрейлине княжне Елене Александровне Гагариной.

### Продвижение по службе
7 октября 1916 г. Голицын вместе с семьёй на пароходе прибыл в Самару на вновь полученный пост исправляющего должность губернатора. Ранее Голицын исправлял должность казанского вице-губернатора. Едва Лев Львович принял от вице-губернатора С. С. Дьяченко дела, как того перевели на прежнее место Голицына — в Казань. На освободившееся место самарского вице-губернатора 2 ноября 1916 г. назначили подпоручика Преображенского лейб-гвардии полка Михаила Николаевича Зборомирского, раненного в боях в 1915 г. и способного нести лишь гражданскую службу. Со Зборомирским Лев Львович сработался, но решать продовольственную проблему в Самаре не пришлось: в Российской империи произошла февральская революция 1917 года.

### Революции и Гражданская война в России
3 марта 1917 года — арестован, через 4 дня освобождён из-под ареста, 1 мая 1917 — освобождён от исправления должности самарского губернатора указом Временного правительства. Остался с семьей в Самаре.
В июне-октябре 1918 года — в период самарского Комуча был консультантом заведующего МВД Комуча по вопросам местного управления. С наступлением Красной армии эвакуировался с семьёй на восток.
В 1920 году — арестован в Иркутске и заключён в тюрьму, где и скончался от тифа.